# أحمد رياض (لاعب كرة قدم)
أحمد رياض المولى، لاعب كرة قدم قطري من أصل سوداني يلعب حالياً في نادي الخور معار من نادي الدحيل.

## مسيرة اللاعب
لعب في نادي الخور ونادي الدحيل.

## روابط خارجية
- أحمد رياض (لاعب كرة قدم قطري) على موقع Soccerway.com (الإنجليزية)